# Эсцет

Происхождение знака ß

ẞ, ß (эсце́т — от нем. Eszett; известен также как «S острое», нем. scharfes S, и под рядом других названий) — лигатура из ſʒ (ſz; в готическом шрифте) или ſs (в антикве), первым элементом которой является так называемая «длинная S».

## Употребление
В настоящее время используется только в немецкой письменности, но до XIX века более или менее регулярно применялся в почти всех европейских письменностях на латинской основе, особенно в курсиве.
В немецких словарях при упорядочении по алфавиту знак ß обычно приравнивается к ss. Следует помнить, что замена символом ß двух букв ss не всегда правомерна, так как ß не только передаёт звук [s], но и маркирует долготу предыдущего гласного или дифтонга, тогда как употребление ss сообщает о том, что предыдущий гласный краток. Например: das Floß [floːs] «плот» и die Flosse [ˈflɔsə] «плавник». До реформы 1996 года знак ß применялся также после кратких гласных на конце слов и перед согласными, при этом сохранялся при образовании сложных слов.
В Швейцарии с 1906 года эсцет вышел из употребления, теперь вместо него всегда пишется ss. Причиной этого, возможно, было распространение пишущей машинки, на единой швейцарской раскладке клавиатуры нужно было освободить место для французских и итальянских букв (ç, à, é и è).

## Заглавная буква эсцет

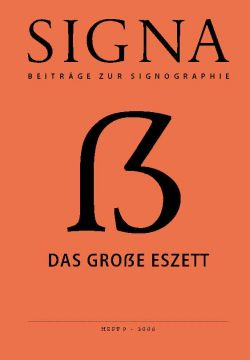
Обложка журнала Signa Nr. 9 с заглавной буквой эсцет

До 2017 года у лигатуры ß официально использовалось только строчное начертание, хотя в Юникод заглавная ẞ была занесена ещё в версии 5.1, вышедшей в апреле 2008 года. При необходимости записать содержащее ß слово только заглавными буквами ß чаще всего заменяется на SS. В тех случаях, когда такая замена приводила к образованию трёх S подряд (например, в слове Maßstab), ранее рекомендовалось использовать SZ вместо SS или разделять слово дефисом: MASZSTAB, MASS-STAB. Ныне, когда реформа немецкой орфографии 1996 года отменила запрет на повторение трёх одинаковых согласных подряд, это правило, видимо, больше не применяется. Также рекомендовалось использовать SZ там, где иначе бы возникала нежелательная омография. В июне 2017 года было принято решение об официальном введении в немецкий алфавит заглавной буквы ẞ для удобства передачи этой буквы при наборе слов заглавными буквами.
Такая же замена ß на ss (или на sz, в указанных выше случаях) используется при наборе текста в условиях технических ограничений (в старой машинописи, на телеграфе и т. п.), а также при воспроизведении немецких имён и названий в других языках на латинской письменной основе.

## Похожие символы
Не следует путать латинскую лигатуру ß с греческой строчной буквой бета (β). Когда в немецких текстах необходимо привести слова на греческом, для чёткого различения знаков может употребляться строчная бета в другом начертании — ϐ.